# Bluford
Bluford é uma vila localizada no estado americano de Illinois, no Condado de Jefferson.

## Demografia
Segundo o censo americano de 2000, a sua população era de 785 habitantes. 
Em 2006, foi estimada uma população de 774, um decréscimo de 11 (-1.4%).

## Geografia
De acordo com o United States Census Bureau tem uma área de 
3,8 km², dos quais 3,8 km² cobertos por terra e 0,0 km² cobertos por água. Bluford localiza-se a aproximadamente 161 m acima do nível do mar.

## Localidades na vizinhança
O diagrama seguinte representa as localidades num raio de 20 km ao redor de Bluford. 